# Ravilla
Ravilla is een cognomen, dat "die zich schor heeft gepraat" betekent. Lucius Cassius Longinus Ravilla was een Romeinse consul .